# Bilecik (district)
Bilecik is een Turks district in de provincie Bilecik en telt 63.075 inwoners (2007). Het district heeft een oppervlakte van 840,5 km².
De bevolkingsontwikkeling van het district is weergegeven in onderstaande tabel.
| 1997   | 2000   | 2007   |
| ------ | ------ | ------ |
| 47.302 | 52.929 | 63.075 |